# ピエトラカメーラ
ピエトラカメーラ（イタリア語: Pietracamela）は、イタリア共和国アブルッツォ州テーラモ県にある、人口約300人の基礎自治体（コムーネ）。

## 地理

### 位置・広がり

#### 隣接コムーネ
隣接するコムーネは以下の通り。括弧内のAQはラクイラ県所属を示す。
- ファーノ・アドリアーノ
- イーゾラ・デル・グラン・サッソ・ディターリア
- ラークイラ (AQ)

## 文化・観光
「イタリアの最も美しい村」クラブ加盟コムーネである。